# Каза ди Рипозо (Белуно)
Каза ди Рипозо (итал. Casa di Riposo) је насеље у Италији у округу Белуно, региону Венето.
Према процени из 2011. у насељу је живело 34 становника. Насеље се налази на надморској висини од 795 м.